# Manuale di conversazione
Manuale di conversazione è una raccolta di racconti umoristici del 1973 scritto dal narratore, giornalista e drammaturgo italiano Achille Campanile, edito dalla Rizzoli. Comprende 48 racconti, il primo dei quali porta lo stesso titolo del libro.
Lo stesso anno della pubblicazione, il libro ha vinto il Premio Viareggio di Narrativa.

## Racconti
1. Manuale di conversazione
2. Il bicchiere infrangibile
3. La passeggiata
4. Dal medico
5. La fuga
6. La mestozia
7. L'uomo dalla faccia di ladro
8. Un commercio ideale
9. Idillio
10. Il cagnolino
11. Ciak
12. L'avventura
13. Orator fit
14. La «o» larga
15. La quercia del Tasso
16. Povero Piero, perì a Pavia
17. Licenza liceale
18. Capodanno a San Vittore
19. La vita è un sogno
20. Vita cinematografica
21. Ricevimento in famiglia
22. Il primo dei caduti
23. Premio all'umile
24. Due vasi d'ortensie
25. Pantomima
26. La posta di Milano
27. Le infermiere
28. L'ospedale
29. La pietà
30. Il soldo gobbo
31. Il sistema deduttivo
32. Il tacchino di Natale
33. Vita al castello
34. Un contrattempo
35. Conversatori alle spalle
36. Teppista del telefono?
37. La segretaria
38. Anno nuovo
39. Le bugie bisogna saperle dire
40. L'amnesia del celebre Gambardella
41. L'uovo
42. Padre ignoto
43. Una persona gentile
44. La gita a Farfa
45. Gli scherzi di cattivo genere
46. Solo per l'eternità. E bestia
47. La rivolta delle sette
48. L'orrenda parola

## Edizioni
- Achille Campanile, Manuale di conversazione, prefazione di Carlo Bo, Milano, Rizzoli, 1973